# Богданович Анатолій Іванович
Анатолій Іванович Богданович (рос. Анатолий Иванович Богданович; нар. 27 лютого 1926, УРСР) — радянський футболіст та тренер, виступав на позиції нападника.

## Клубна кар'єра
У 1946 році розпочав футбольну кар'єру в столичному БО. У 1951 році отримав запрошення від київського «Динамо». Однак не зміг стати гравцем основного складу, зігравши того сезону 5 матчів. Наступного року повернувся до БО (Київ) (у деяких джерелах вказано, що до свого повернення в БО Анатолій в 1952 році був гравцем дніпропетровського «Дніпра»), де й завершив у 1954 році.

## Тренерська кар'єра
Тренерську діяльність розпочав одразу по завершенні кар'єри гравця. Спочатку допомагав тренувати київську команду під назвами БО, ОБО та ОСК (Київ). Потім очолював клуби «Полісся» (Житомир) та «Колгоспник» (Рівне).
У 1962 році керував військовим клубом, який на той час мав назву СКА (Київ), а потім продовжував працювати асистентом тренера. У 1969 році працював разом з тренером Миколою Фоміних, колишнім партнером по київському «Динамо», а також на тій же посаді при Володимиром Богдановичем у тренрському штабі ЦСКА (Київ). З 1971 по 1973 рік знову працював на посаді головного тренера військового клубу. У 1972—1975 роках займав посаду директора ЦСКА (Київ).

## Досягнення

### Кар'єра тренера
СКА (Київ) (асистент)
- Перша ліга чемпіонату СРСР
  -  Бронзовий призер (1): 1967

### Відзнаки
- Майстер спорту СРСР